# Большой Двор-1
Большой Двор-1 (Большо́й Двор) — деревня в Белозерском районе Вологодской области.
Входит в состав Панинского сельского поселения, с точки зрения административно-территориального деления — в Панинский сельсовет.
Расположена на северном берегу Ухтомьярского озера. Расстояние по автодороге до районного центра Белозерска составляет 70,5 км, до центра муниципального образования деревни Панинская — 19,5 км. Ближайшие населённые пункты — Домнино, Кукина Гора, Юрино.
Население по данным переписи 2002 года — 14 человек.
В деревне было принято строить по 2 дома под одной крышей: один смотрит на юг, другой — на север.
Церковь была расположена на полуострове Поповка. Отмечали праздники Соловецких святых (10 октября) и Ильин день. В деревне был колхоз «Новый путь».